# Добрушская улица (Санкт-Петербург)

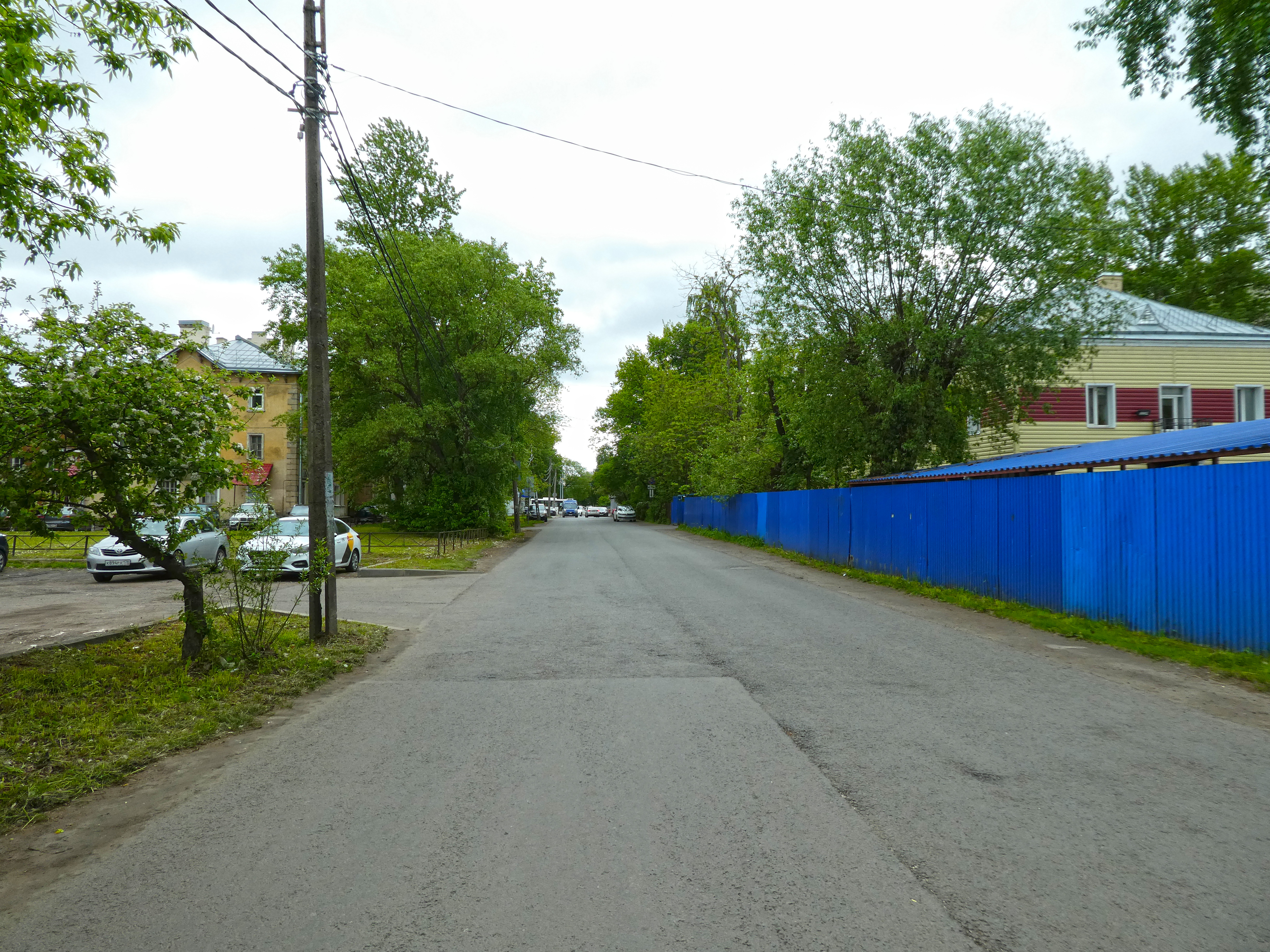
Добрушская улица, вид на восток

Добрушская улица — улица в Красносельском районе, в округе Сосновая Поляна. Проходит от улицы Пограничника Гарькавого до улицы Лётчика Пилютова.

## Название
Улица названа 19 августа 2002 года по городу Добрушу в Гомельской области (Белоруссия) — регионе-побратиме Красносельского района. Аналогичные названия: Рогачёвский переулок, Новобелицкая улица.

## История
Улица первоначально, с 17 октября 1951 года, называлась улицей Пионеров в честь Всесоюзной пионерской организации им. В. И. Ленина. В 1970—1975 годах существовал участок от улицы Пограничника Гарькавого до улицы Тамбасова, впоследствии застроенный. Формально улица Пионеров была упразднена 6 июня 1975 года, но нынешний проезд продолжал существовать. С присвоением названия в 2002 году нумерация домов на Добрушской улице изменена на противоположную.